# Villeneuve-Saint-Georges
Villeneuve-Saint-Georges is een gemeente in het Franse departement Val-de-Marne (regio Île-de-France). De gemeente telde 36.170 inwoners op 1 januari 2022. De plaats maakt deel uit van het arrondissement Créteil.
Villeneuve-Saint-Georges is een stad in de regio Brie in het zuiden van het departement Val-de-Marne, grenzend aan het departement Essonne. Villeneuve ligt 16 kilometer ten zuiden van Parijs. De stad ligt ten oosten van de Seine, het stadscentrum ligt aan de rechteroever, met direct aangrenzend op de linkerover, het centrum van de gemeente Villeneuve-le-Roi. Villeneuve-Saint-Georges is een spoorwegknooppunt, met ten noorden van het centrum grote rangeerterreinen en werkplaatsen waaronder het Technicentre Oxygène van de SNCF. Het station Villeneuve-Saint-Georges biedt via lijn D van de RER snelle connectiviteit met de rest van de regio Île-de-France.

## Geografie
De oppervlakte van Villeneuve-Saint-Georges bedroeg op 1 januari 2022 8,75 vierkante kilometer; de bevolkingsdichtheid was toen 4.133,7 inwoners per km².
De onderstaande kaart toont de ligging van Villeneuve-Saint-Georges met de belangrijkste infrastructuur en aangrenzende gemeenten.

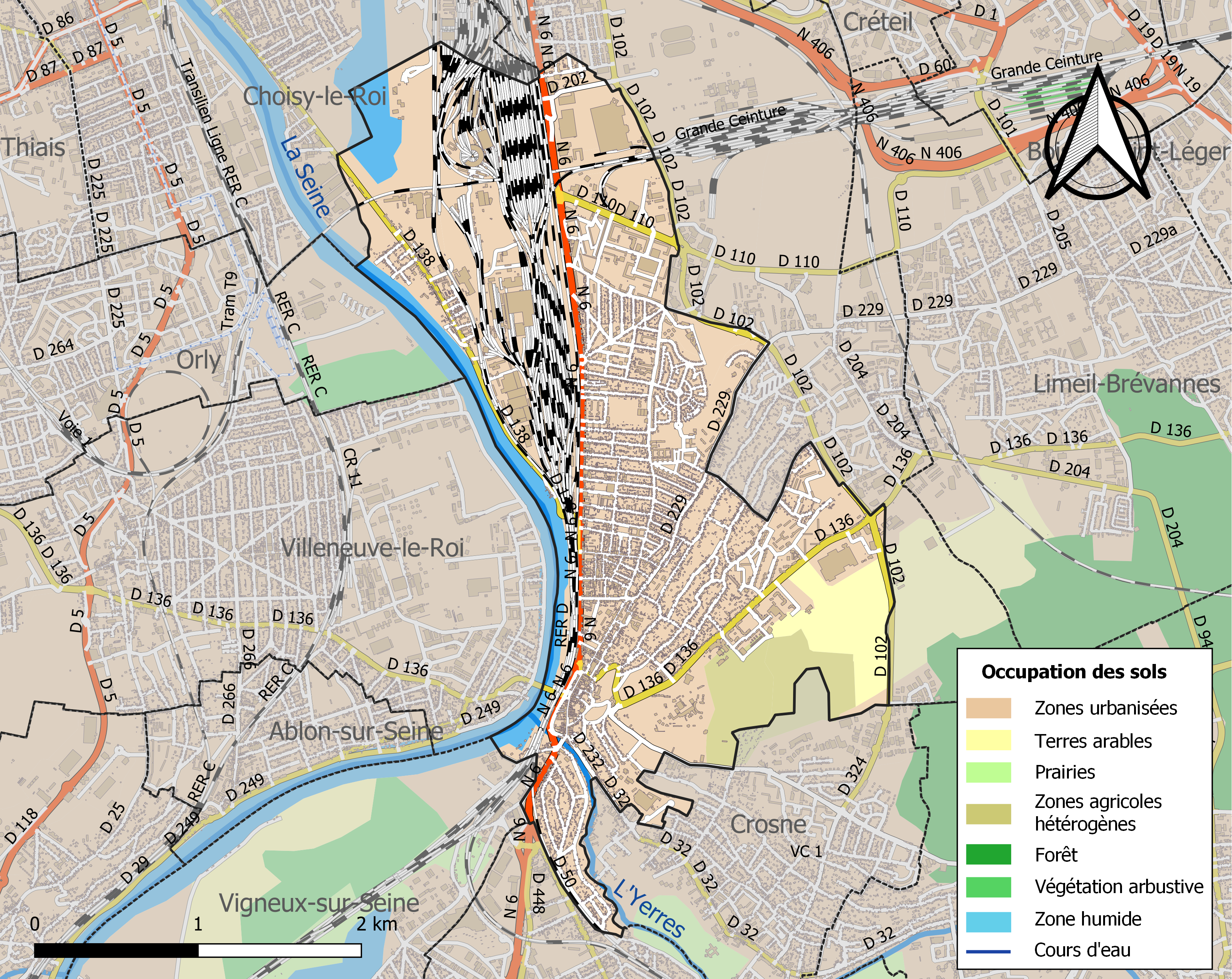

## Demografie
Onderstaande figuur toont het verloop van het inwonertal (bron: INSEE-tellingen).

## Geboren
- René Fallet (1927-1983), Frans schrijver en scenarist
- Rachid Nekkaz (1972), politiek activist
- Mehdi Taouil (1983), voetballer
- Ricardo Faty (1986), voetballer
- Yoan Gouffran (1986), voetballer
- Yannis Yssaad (1993), wielrenner
- Rémi Bassereau (1999), volleyballer en beachvolleyballer
- Maxence Lacroix (2000), voetballer
- Lucas Gourna-Douath (2003), voetballer
- El Chadaille Bitshiabu (2005), voetballer